# بوبي مارشال (لاعب كرة قاعدة)
بوبي مارشال (بالإنجليزية: Bobby Marshall)‏ (و. 1880 – 1958 م) هو لاعب كرة قاعدة، ولاعب كرة قدم أمريكية أمريكي، ولد في ميلواكي، ويسكنسن، مركز لعبه هو خلفية ‏، توفي في منيابولس، عن عمر يناهز 78 عاماً، بسبب مرض آلزهايمر.

## روابط خارجية
- بوبي مارشال على موقع مرجع كرة القدم المحترفة.كوم (الإنجليزية)